# Џепни бојни брод
Џепни бојни брод (енгл. Pocket battleship) је термин којег су Енглези увели за класу ратног брода немачке ратне морнарице у оквирима и поштовању Версајског споразума. Ти бродови су квалификовани као оклопњаче (Panzerschiff) у Немачкој. Такође, били су познати и као Џепни бојни бродови класе Дојчланд, именовани по првом броду те класе. Били су мањи од бојних бродова (депласман тешке крстарице), али су били наоружани топовима већим него оним од других тешких крстарица. Три таква брода поринута су између 1931. и 1934.